# Ciclo vitale aplodiplonte

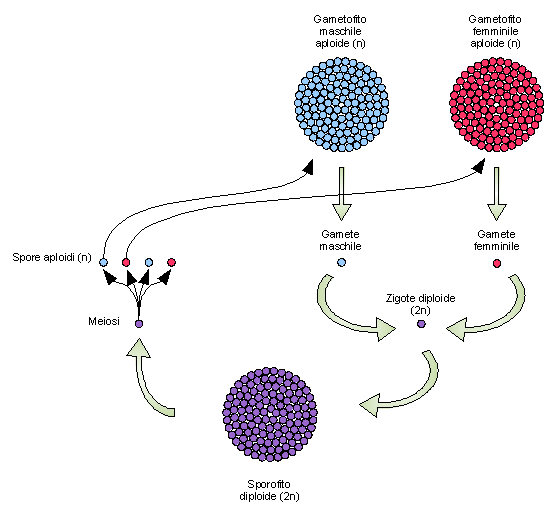
Schema di ciclo vitale aplodiplonte.

Il ciclo vitale aplodiplonte o anche a meiosi sporica è tipico di tutte le piante, di alcune alghe, e di alcuni funghi. È caratterizzato da due generazioni, una aploide, il gametofito, che produce i gameti, ed una diploide, lo sporofito, che produce le spore.
Nel ciclo aplodiplonte sono presenti due generazioni; un individuo diploide ed uno aploide, entrambi capaci di riprodursi. Sono quindi presenti due generazioni nello stesso ciclo vitale.
L'organismo diploide, chiamato sporofito, un ammasso cellulare, è sviluppato per mitosi dallo zigote, anch'esso diploide, ottenuto dall'unione di cellule aploidi differenti, i gameti. I gameti sono prodotti da organi specializzati detti gametangi. La maturità dello sporofito porta alla produzione di spore (dette meiospore) che sono aploidi, in quanto derivate da meiosi di cellule particolari che maturano in organi specifici chiamati sporangi. Dato il rivestimento protettivo di sporopollenina, le spore possono sopravvivere nell'ambiente per lunghi periodi di tempo e resistere a condizioni ambientali sfavorevoli.
In condizioni che ne permettono lo sviluppo le spore germinano, sviluppando un organismo aploide chiamato gametofito. Il gametofito è un individuo indipendente e, al momento della riproduzione, alcune sue cellule, in strutture particolari (gametangi), si sviluppano e, a seguito di alcune divisioni mitotiche, origineranno i gameti aploidi. Dall'unione di due gameti di categorie sessuali differenti, si svilupperà un nuovo zigote diploide, che darà inizio al nuovo ciclo.
Il ciclo aplodiplonte è presente, anche se raramente, in alcuni animali, come i celenterati. Le generazioni che si alternano sono, tuttavia, entrambe diploidi ed eteromorfiche e vanno da una forma a polipo coloniale ad una forma a medusa. Tale ciclo è definito metagenesi.

## Tipologie di ciclo aplodiplonte
La vita dell'individuo si svolge alternativamente in fase aploide e in fase diploide. Lo sviluppo dell'organismo che costituisce la fase aploide o quella diploide può essere sensibilmente diverso.
Esistono diversi tipi di ciclo aplodiplonte:
- Ciclo aplodiplonte con sviluppo simile delle fasi aploide (gametofito) e diploide (sporofito) es. nell'alga Ulva lactuca.
- Ciclo aplodiplonte con dominanza della fase aploide (gametofito) sulla fase diploide (sporofito) tipico delle Briofite.
- Ciclo aplodiplonte con dominanza della fase diploide (sporofito) sulla fase aploide (gametofito) tipico in Pteridofite e Spermatofite.

Gli individui diploidi, detti sporofiti, si riproducono mediante meiospore aploidi (prodotte per meiosi) che si sviluppano in gametofiti aploidi.
I gametofiti si riproducono per anfigonia, mediante gameti prodotti per mitosi, e danno origine a nuovi sporofiti.
Spesso gli sporofiti e/o i gametofiti si possono riprodurre anche asessualmente.
Nel caso dell'alternanza eterogenetica (eterogonia) si susseguono una generazione a riproduzione anfigonica e una o più generazioni monosessuate (a riproduzione partenogenetica).
L'alternanza aplodiplonte riunisce in sé i vantaggi di entrambi i modi di riproduzione. La generazione che si moltiplica per meiospore può dar origine ad una discendenza numericamente consistente senza aver bisogno di un partner, mentre la generazione dotata di organi sessuali distinti provvede al rimescolamento del pool genetico.